# Francisco J. Ayala
Francisco José Ayala Pereda (Madrid, 12 marzo 1934 – California, 4 marzo 2023) è stato un biologo e filosofo spagnolo naturalizzato statunitense.

## Biografia
Abbandonato il saio di frate domenicano nel 1960, lo stesso anno in cui prese i voti, si trasferì negli Stati Uniti dal 1961 per studiare alla Columbia University, sotto la supervisione del biologo e genetista Theodosius Dobzhansky, e ottenendo un dottorato di ricerca nel 1964. Ha ottenuto la cittadinanza americana per naturalizzazione nel 1971.
È docente di scienze biologiche e filosofia all'Università della California sede di Irvine nonché membro della National Academy of Sciences e di molte tra le più rinomate accademie scientifiche internazionali.
È stato consigliere del presidente Bill Clinton per le tematiche scientifiche e tecnologiche. Si è occupato di ricerche di genetica evolutiva, in particolare delle diversità genetiche fra popolazioni, dell'origine della malaria e dell'orologio molecolare dell'evoluzione.
Tra i suoi interessi figurano anche il confronto tra scienza e religione, nonché le questioni epistemologiche, etiche e filosofiche legate alla biologia umana.

## Riconoscimenti
- Francisco José Ayala è socio straniero dell'Accademia Nazionale dei Lincei[1].
- Nel 2010 è stato insignito del Premio Templeton.[2]

## Scritti
- Le ragioni dell'evoluzione, 2005, Di Renzo Editore
- (La testa dell'agnello, 2003, Alinea
- Gli usurpatori, 2002, Robin)